# 아가레브

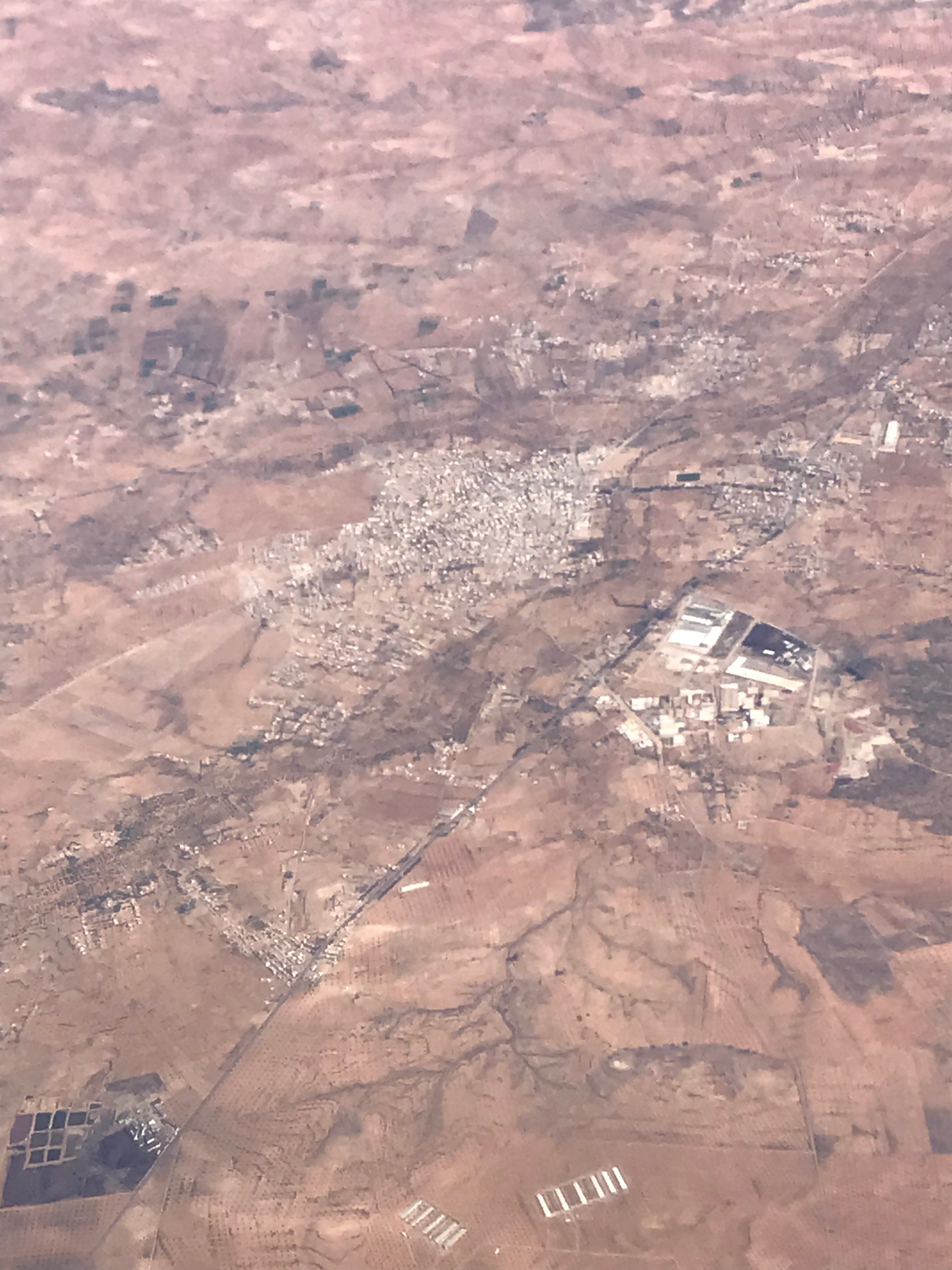

아가레브(영어: Agareb, 아랍어: عقارب)는 튀니지 스팍스 주의 도시이다. 인구는 9,610명(2004년)이다. 스팍스로부터 20km의 거리에 있다.